# Frondaria caulescens
Frondaria es un género monotípico que tiene asignada una única especie: Frondaria caulescens (Lindl.) Luer, de orquídeas epifitas.  Es originaria de Sudamérica. Es única en belleza por la forma de sus hojas, como ramicaules. 

## Descripción
Es una orquídea epífita de tamaño pequeño que prefiere el clima templado a frío, es creciente epífita. Tiene el tallo erecto, basalmente ramificado, completamente envuelto por imbricadas vainas,  tiene hojas lineales y agudas. Florece  en una inflorescencia erecta, terminal, con varias a muchas flores. La floración se produce en el invierno, primavera y verano.

## Distribución y hábitat
Se encuentra en Colombia, Ecuador, Perú y Bolivia, en alturas de 1300 a 3200 metros.

## Sinónimos
- Pleurothallis caulescens Lindl., J. Bot. (Hooker) 1: 9 (1834).
- Humboldtia caulescens (Lindl.) Kuntze, Revis. Gen. Pl. 2: 667 (1891).
- Pleurothallis graminea Schltr., Repert. Spec. Nov. Regni Veg. Beih. 9: 74 (1921).[2]